# Биков Іван Тимофійович
Іван Тимофійович Биков (червень 1904, село Круглиш Орловського повіту Вятської губернії, тепер Юр'янського району Кіровської області, Російська Федерація — ?) — радянський діяч, 1-й секретар Кіровського обкому ВКП(б), голова Кіровського облвиконкому. Депутат Верховної ради СРСР 2—3-го скликань.

## Біографія
Народився в селянській родині. До 1921 року працював у сільському господарстві та на промислах у місті В'ятці та на станції Мураші.
З 1921 до 1922 року — конторник 1-го районного відділу міліції в селі Верходвор'я. Закінчив перший курс педагогічного інституту. У 1924—1926 роках — діловод народного суду 4-ї дільниці Вятської губернії.
У 1926 році — голова Верховинського волосного комітету наймитів, голова Гороховського волосного комітету Спілки торгових та радянських службовців Вятської губернії.
З 1926 до 1928 року служив у Червоній армії.
Член ВКП(б) з 1928 року.
У 1928—1929 роках — завідувач Верходворської хати-читальні, завідувач Гороховського волосного земельного відділу Вятської губернії.
У 1929 році — голова виконавчого комітету Гороховського волосної ради Вятської губернії.
У 1929—1930 роках — тракторист, голова і секретар осередку ВКП(б) комуни «Пахарь» Верховинського району.
У 1930 році —завідувач Верховинського районного земельного відділу; завідувач організаційно-масового відділу Верховинського районного комітету ВКП(б) Нижньогородського краю.
У листопаді 1930 — березні 1931 року — голова виконавчого комітету Верховинської районної ради Нижньогородського краю. З 1931 року перебував на лікуванні.
У 1933 році закінчив перший курс Кіровського зооветеринарного інституту.
У 1933—1936 роках — завідувач Верховинського районного земельного відділу Горьковського (з 1934 — Кіровського) краю.
У 1936—1938 роках — завідувач кабінету ВКП(б), заступник секретаря Верховинського районного комітету ВКП(б) Кіровського краю.
У 1938—1941 роках — 1-й секретар Шаранзького районного комітету ВКП(б) Горьковської області.
У 1941—1942 роках — завідувач сільськогосподарського відділу Кіровського обласного комітету ВКП(б).
У 1942 році закінчив школу партійних організаторів при ЦК ВКП(б).
У 1942—1943 роках — інструктор Управління кадрів ЦК ВКП(б).
У жовтні 1943 — лютому 1945 року — 2-й секретар Кіровського обласного комітету ВКП(б).
23 березня 1945 — березень 1947 року — голова виконавчого комітету Кіровської обласної ради депутатів трудящих.
12 березня 1947 — 15 березня 1952 року — 1-й секретар Кіровського обласного комітету ВКП(б). Одночасно, з березня 1947 до 1950 року — 1-й секретар Кіровського міського комітету ВКП(б).
У 1952 році перебував у резерві ЦК ВКП(б).
У 1952—1960 роках — заступник, 1-й заступник голови виконавчого комітету Вологодської обласної ради депутатів трудящих.
З 1960 року — персональний пенсіонер.

## Нагороди
- орден Вітчизняної війни І ст.
- орден «Знак Пошани»
- медаль «За доблесну працю у Великій Вітчизняній війні 1941—1945 рр.»
- медалі